# Recopa de Europa de baloncesto 1967-68
La Recopa de Europa de Baloncesto 1967-68 fue la segunda edición de esta competición organizada por la FIBA que reunía a los campeones de las ediciones de copa de los países europeos. Tomaron parte 22 equipos, proclamándose campeón el AEK Atenas griego. La final, a un único partido, se disputó en el Estadio Panathinaikó de Atenas, al aire libre, lográndose la mayor asistencia en Europa en un partido de baloncesto en toda la historia, aunque las cifras oscilan entre los 80.000 y 65.000 los espectadores que acudieron al estadio, aunque el único dato corroborado es que se vendieron 52.880 localidades.

## Participantes
| Italia                        | 2 | Ignis Varese              | All'Onestà Milano |
| Austria                       | 1 | Union Firestone Ehgartner |                   |
| Bélgica                       | 1 | Royal IV                  |                   |
| Bulgaria                      | 1 | Levski-Spartak            |                   |
| Checoslovaquia                | 1 | Slavia VŠ Praha           |                   |
| República Democrática Alemana | 1 | Vorwärts Leipzig          |                   |
| Finlandia                     | 1 | Tapion Honka              |                   |
| Francia                       | 1 | ASVEL                     |                   |
| Grecia                        | 1 | AEK                       |                   |
| Israel                        | 1 | Hapoel Tel Aviv           |                   |
| Luxemburgo                    | 1 | Etzella                   |                   |
| Países Bajos                  | 1 | Landlust                  |                   |
| Polonia                       | 1 | Wisła Kraków              |                   |
| Portugal                      | 1 | Coimbra                   |                   |
| 1965                          | 1 | Dinamo Bucureşti          |                   |
| España                        | 1 | Kas Vitoria               |                   |
| Suecia                        | 1 | Solna                     |                   |
| Suiza                         | 1 | Fribourg Olympic          |                   |
| Turquía                       | 1 | Fenerbahçe                |                   |
| Alemania Occidental           | 1 | Osnabrück                 |                   |
| Yugoslavia                    | 1 | AŠK Olimpija              |                   |

## Primera ronda
| Equipo 1          | Agr.    | Equipo 2                  | Ida    | Vuelta |
| ----------------- | ------- | ------------------------- | ------ | ------ |
| Landlust          | 130–147 | ASVEL                     | 69–70  | 61–77  |
| Coimbra           | 126–183 | Kas Vitoria               | 61–68  | 65–115 |
| Etzella           | 133–201 | Union Firestone Ehgartner | 69–101 | 64–100 |
| Vorwärts Leipzig  | 138–136 | Tapion Honka              | 73–57  | 65–79  |
| Fribourg Olympic  | 122–185 | Wisła Kraków              | 61–104 | 61–81  |
| Solna             | 120–140 | Osnabrück                 | 60–55  | 60–85  |
| All'Onestà Milano | 152–158 | Dinamo Bucureşti          | 73–64  | 79–94  |

## Segunda ronda
| Equipo 1                  | Agr.    | Equipo 2        | Ida    | Vuelta |
| ------------------------- | ------- | --------------- | ------ | ------ |
| Fenerbahçe                | 116–125 | ASVEL           | 68–61  | 48–64  |
| Kas Vitoria               | 147–157 | AEK             | 82–72  | 65–85  |
| Hapoel Tel Aviv           | 122–134 | Royal IV        | 56–51  | 66–83  |
| Union Firestone Ehgartner | 133–173 | Levski-Spartak  | 69–71  | 64–102 |
| Vorwärts Leipzig          | 142–131 | Wisła Kraków    | 70–63  | 72–68  |
| Osnabrück                 | 128–178 | Slavia VŠ Praha | 77–88  | 51–90  |
| Dinamo Bucureşti          | 160–171 | AŠK Olimpija    | 100–84 | 60–87  |

Clasificado automáticamente para cuartos de final
- Ignis Varese (defensor del título)

## Cuartos de final
| Equipo 1        | Agr.    | Equipo 2         | Ida   | Vuelta |
| --------------- | ------- | ---------------- | ----- | ------ |
| ASVEL           | 139–143 | Ignis Varese     | 88–73 | 51–70  |
| AEK             | 150–108 | Royal IV         | 76–54 | 74–54  |
| Levski-Spartak  | 140–156 | Vorwärts Leipzig | 82–81 | 58–75  |
| Slavia VŠ Praha | 165–146 | AŠK Olimpija     | 95–64 | 70–82  |

## Semifinales
| Equipo 1         | Agr.    | Equipo 2        | Ida   | Vuelta |
| ---------------- | ------- | --------------- | ----- | ------ |
| Ignis Varese     | 130–132 | AEK             | 78–60 | 52–72  |
| Vorwärts Leipzig | 133–156 | Slavia VŠ Praha | 57–58 | 76–98  |

## Final
| Equipo 1 | Resultado | Equipo 2        |
| -------- | --------- | --------------- |
| AEK      | 89–82     | Slavia VŠ Praha |

| Campeón de la Recopa de Europa 1967–68 |
| -------------------------------------- |
| AEK 1.er título                        |

| 4 de abril de 1968 | AEK                                  | 89–82       | Slavia VŠ Praha             | |  |
|                    | Parciales: 47-38, 42-44              |             |                             | |  |
|                    | Estadísticas Georgios Amerikanos, 31 | Reporte Pts | Estadísticas Jiří Zídek, 31 | Pabellón: Estadio Panathinaikó, Atenas Asistencia: 65.000 espectadores Árbitros: Janko Kavcic (YUG), Dan Chirac (ROM) |  |